# 画图百鬼夜行
《画图百鬼夜行》是日本画家鸟山石燕的第一作系列作品，完成于安永5年（1776年）。
《画图百鬼夜行》由「前篇陰」、「前篇陽」、「前篇風」3部構成，各篇名取自六氣。这一系列主要描绘了一些超自然的对象，收录范围包括了鬼怪、鬼魂、幽灵以及妖怪，其中很多都是鸟山石燕根据日本文学、日本民间传说以及日本传统艺术而创作的。这些作品给后来的日本妖怪文化带来了深远的影响。

## 前篇阴

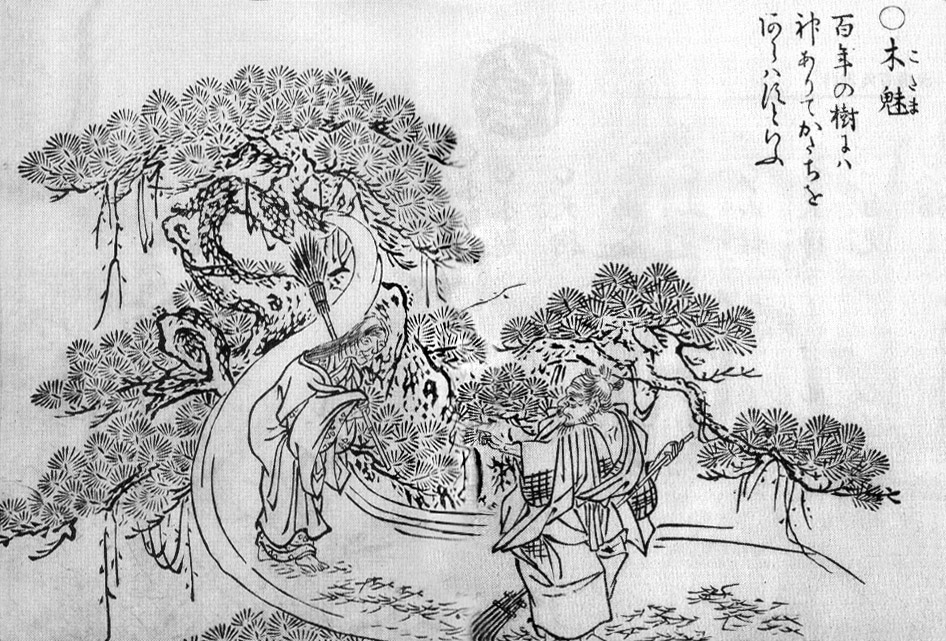
木魅（石燕的说明：树龄百年即生木灵）
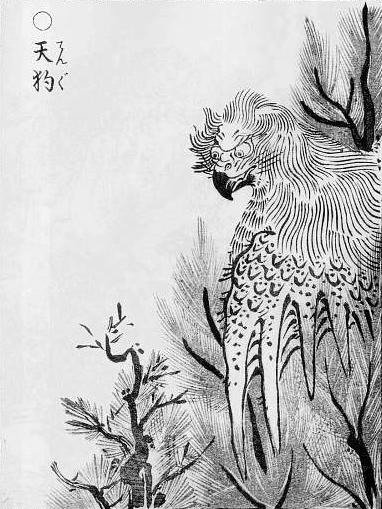
天狗在日本民间传说中是一种类似于鸟的妖怪。
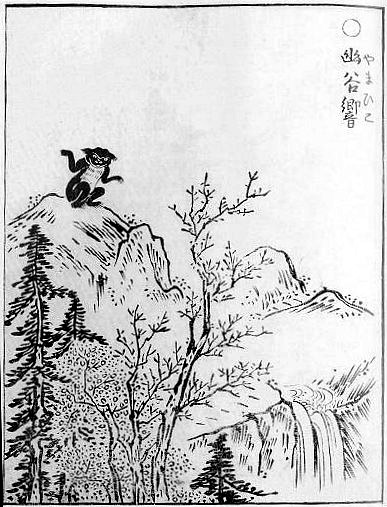
幽谷响的意思是“回声”，石燕在这里描绘的是山谷中一种会模仿声音的未知生物。
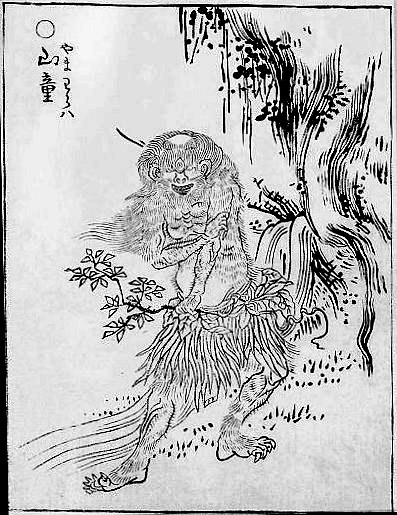
山童，一般被称作yamawaro（山和吕），是一种生活在九州岛山中的妖怪，有些时候也被认为是冬天的河童。
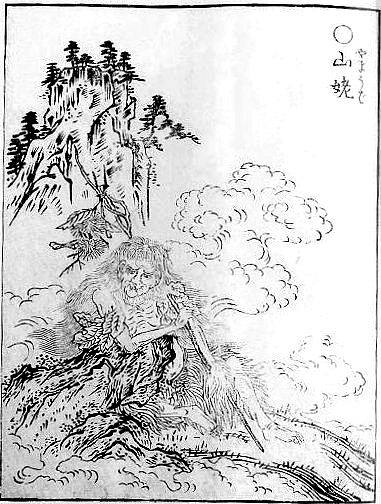
山姥在日本民间传说中被认为是一种形似老婆婆，居住在山中的妖怪。
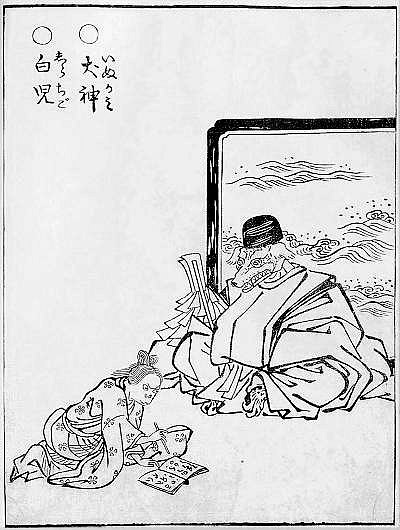
犬神是四国传说中一种狗的灵魂，它会听从施术者的命令。在这里石燕采用了拟人化的手法，让它戴上了乌纱帽。
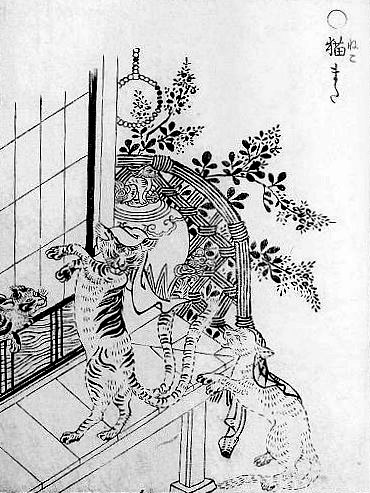
猫又是一种猫形妖怪，具有分叉的尾巴是它的特征。
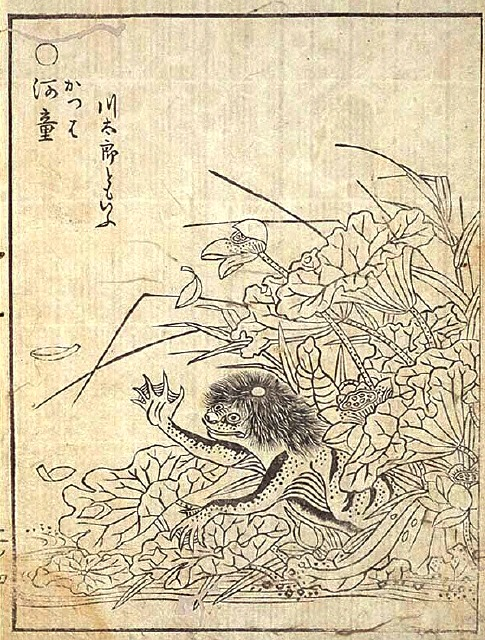
河童是一种著名的水生小型妖怪。（石燕的说明：也被叫做川太郎）。
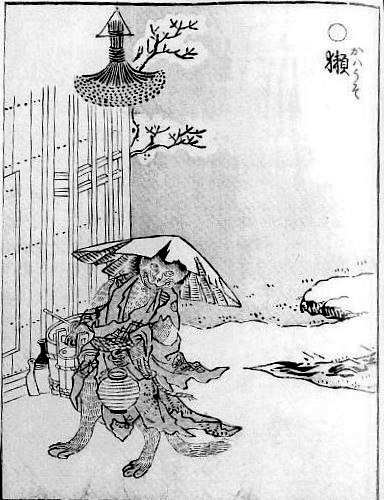
川獭是一种水獭，据说可以变成人形。
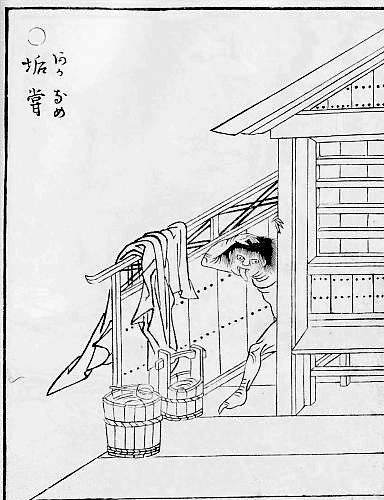
垢尝是一种寄生在老旧浴室中的妖怪。其名称的含义是舔食污垢，因此石燕着重描写了它的舌头。亦作垢舐。
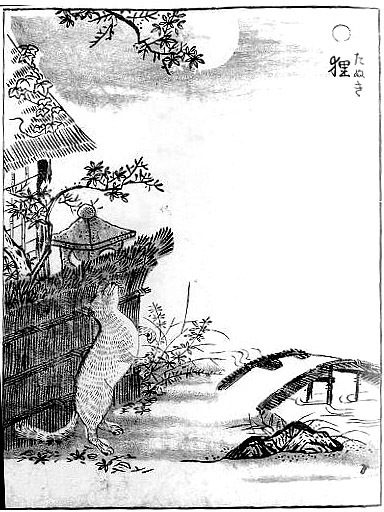
狸是一种在日本民间传说中常常出现的貉类动物。传说中有使人产生幻觉，以及变幻成各种物体的能力。
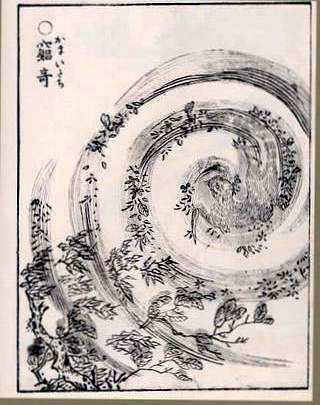
镰鼬（穷奇）是一种风中的精灵。原本是中国上古神话中四凶之一，它会高速奔跑，在遇到的人身上瞬间留下伤口却使人感觉不到疼痛。在石燕的创作中是首次把这种精灵描绘成鼬鼠的形象。
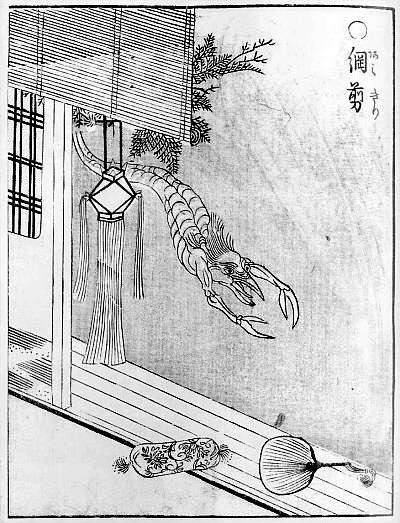
网切
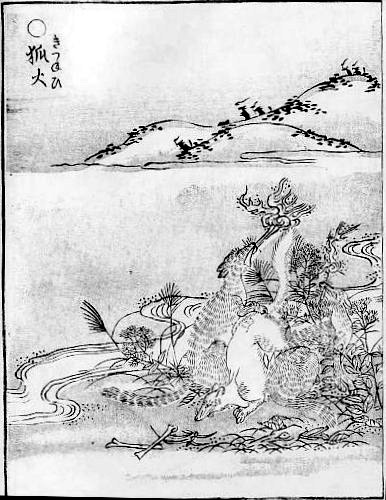
狐火

## 前篇阳

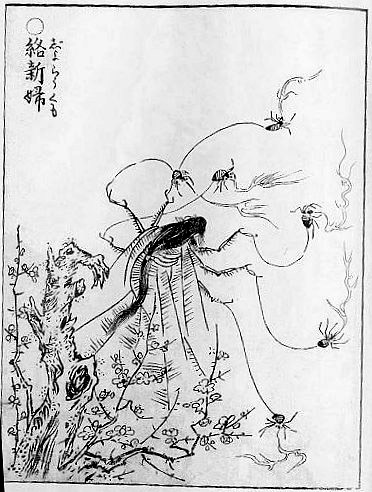
络新妇
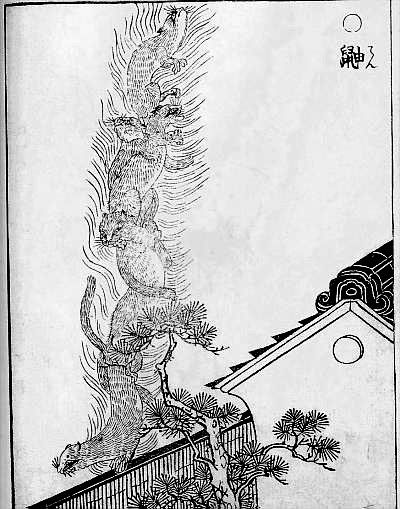
鼬
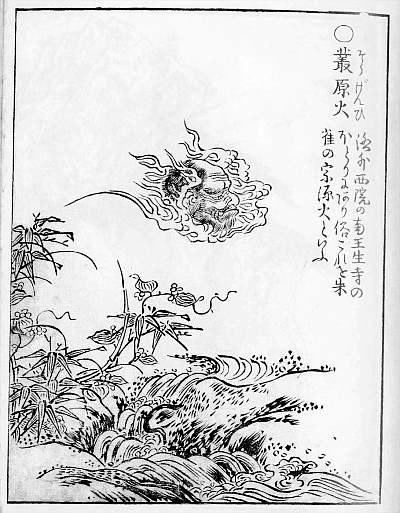
丛原火
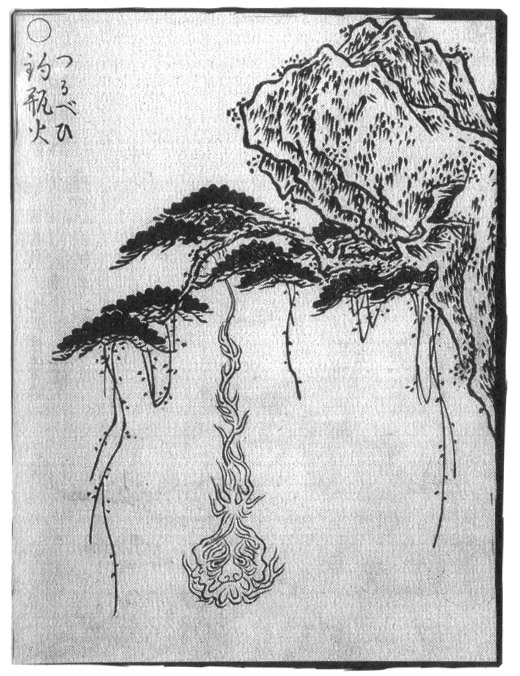
钓瓶火
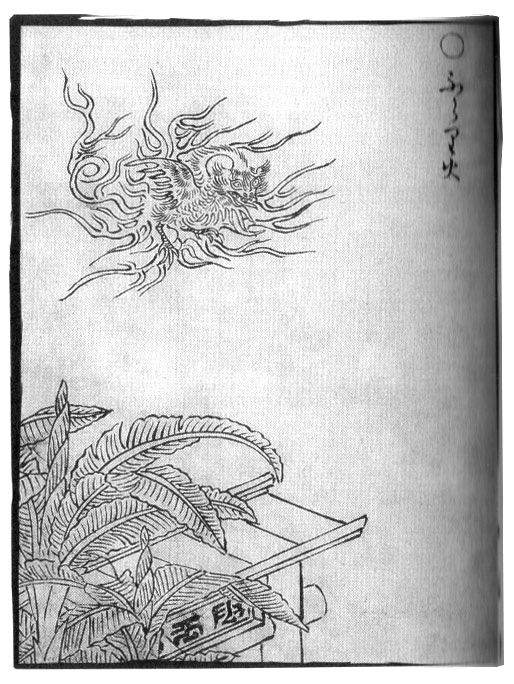
凤凰火
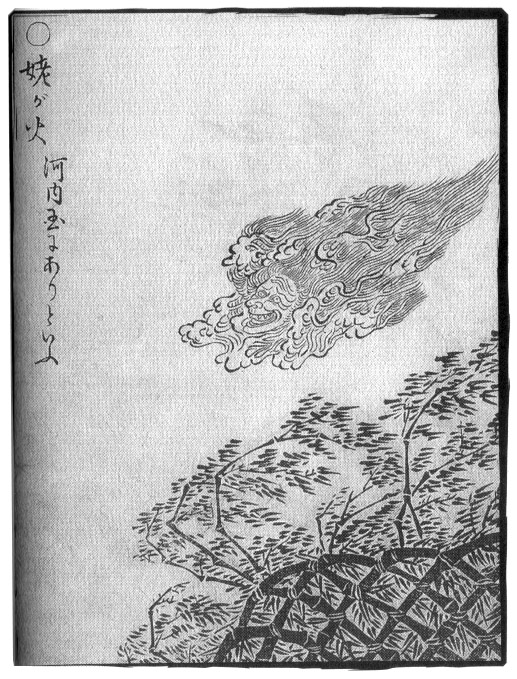
姥姥火
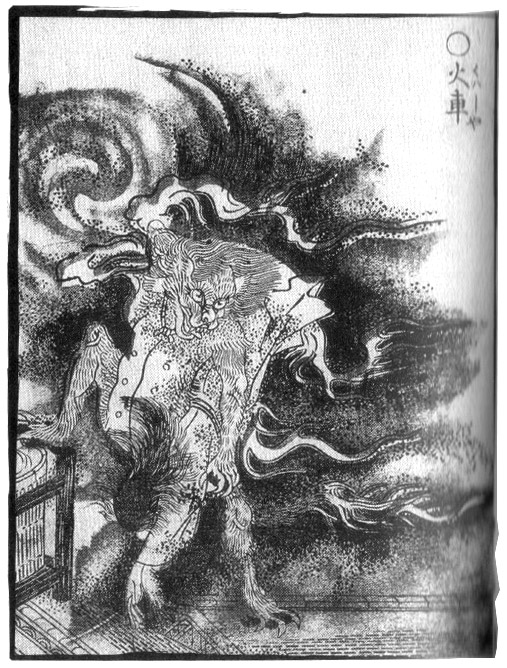
火车
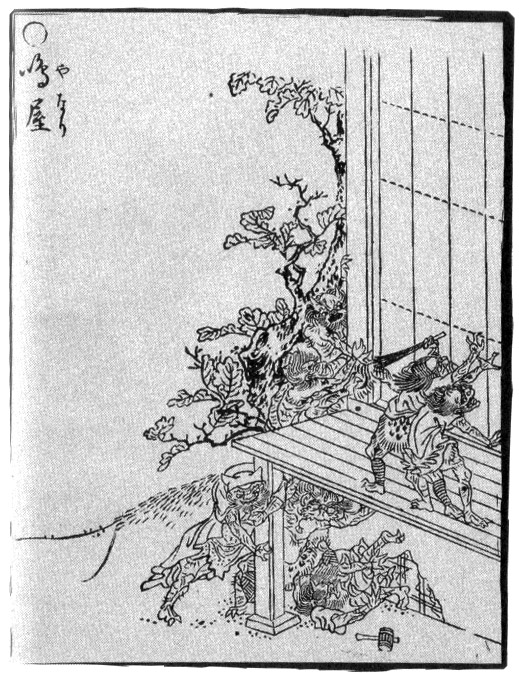
鸣屋
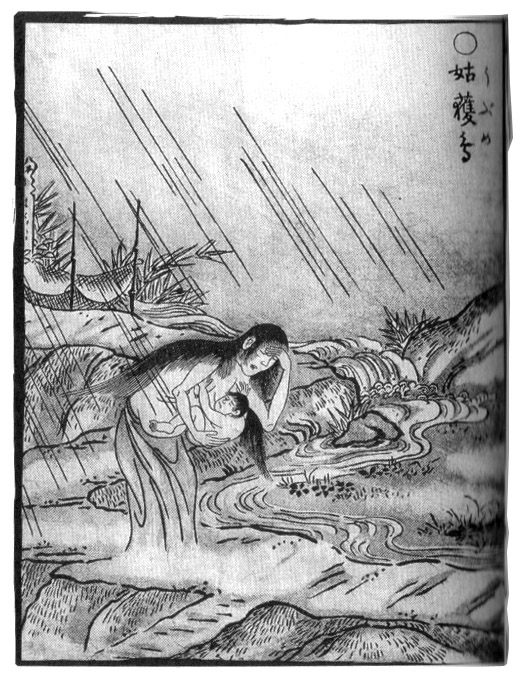
姑获鸟
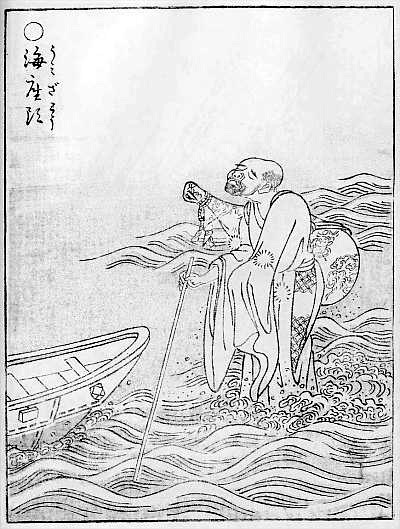
海座头
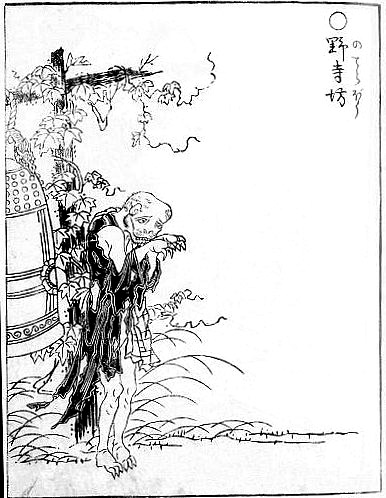
野寺坊
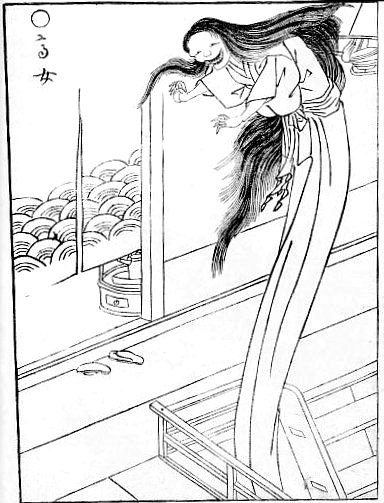
高女
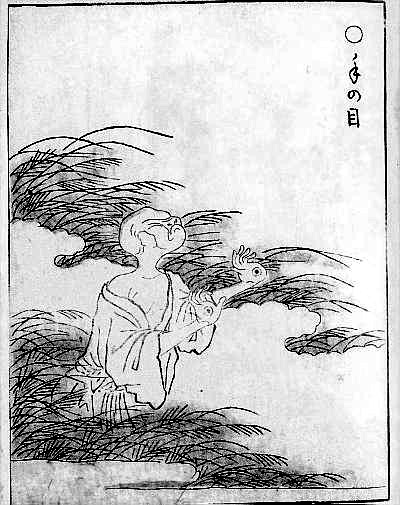
手之目
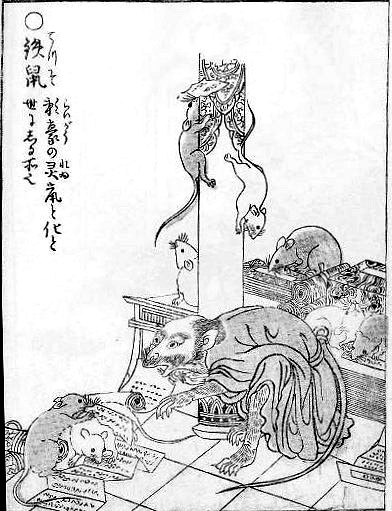
铁鼠
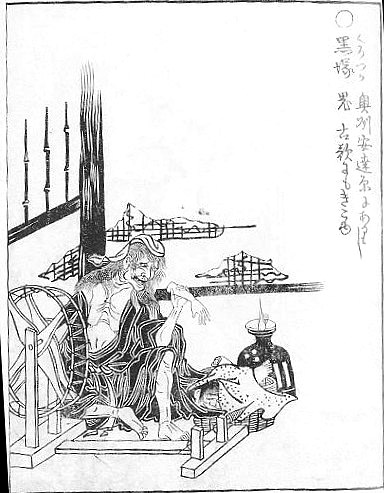
黑塚
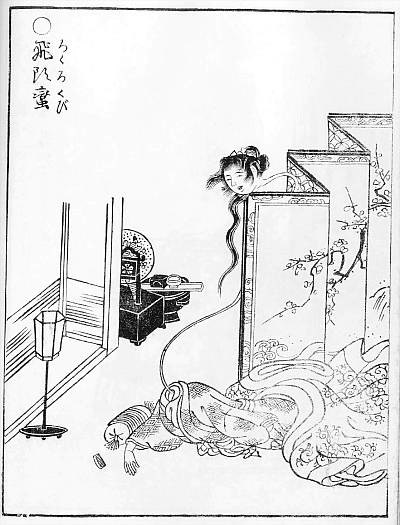
飞头蛮
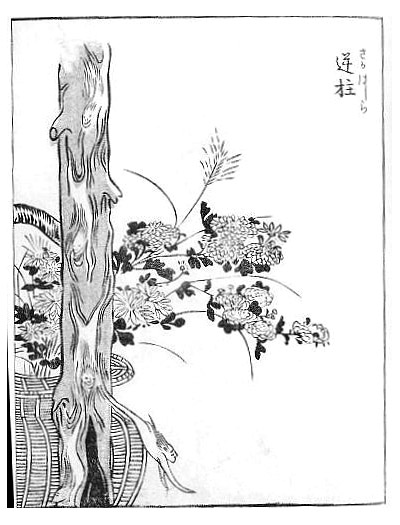
逆柱
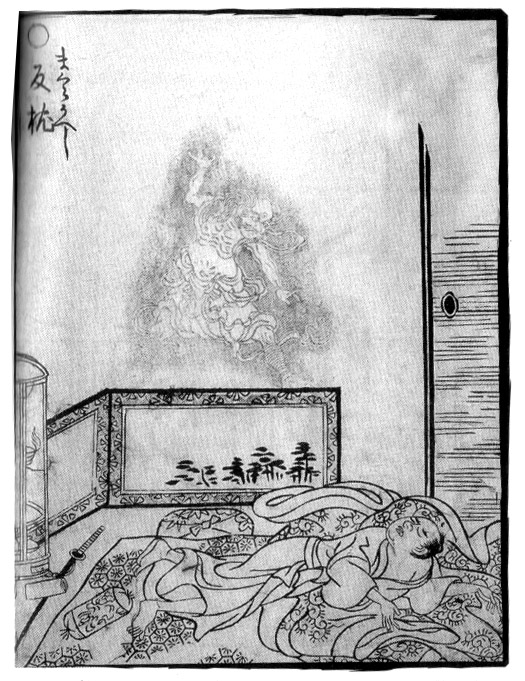
反枕
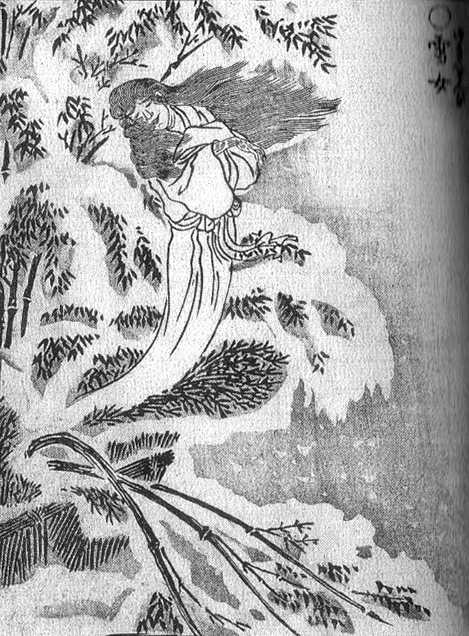
雪女
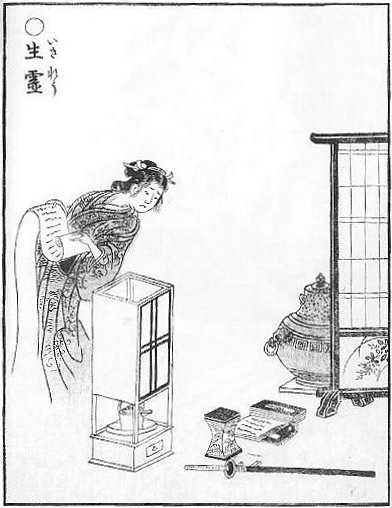
生灵
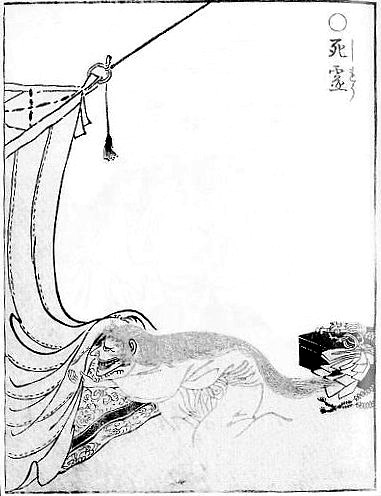
死灵
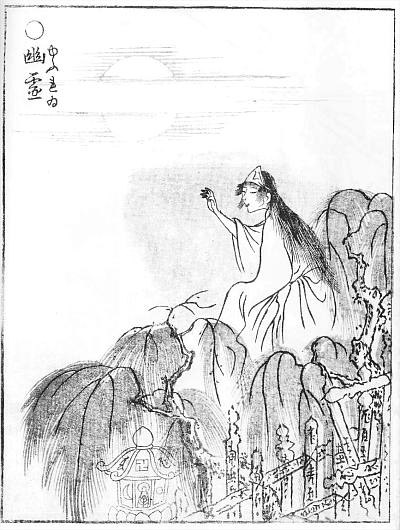
幽灵

## 前篇风

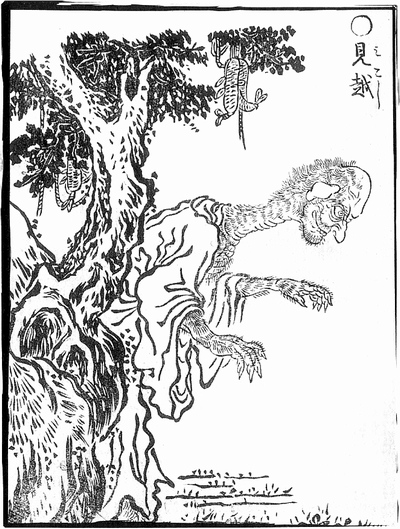
见越
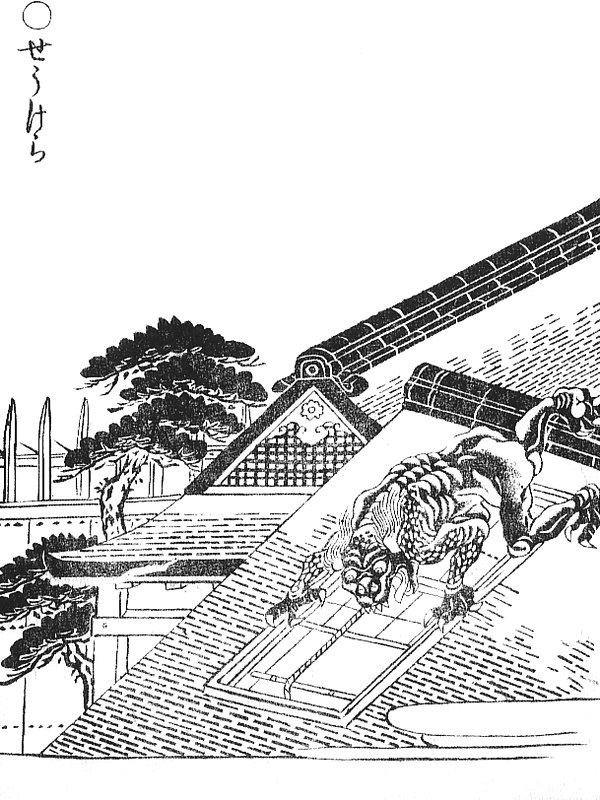
精蝼蛄
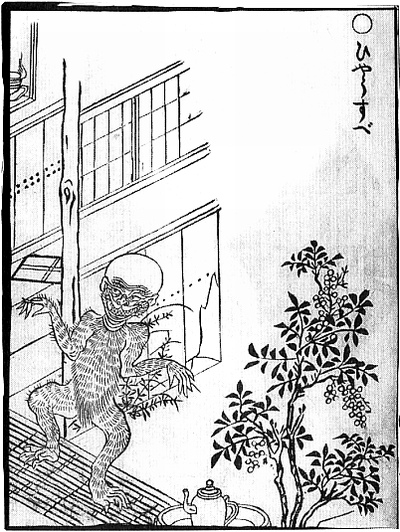
兵主部
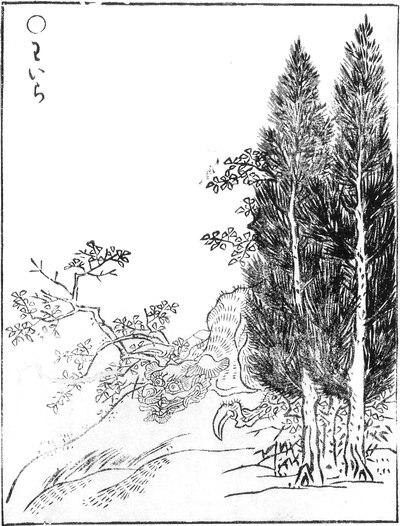
猥裸
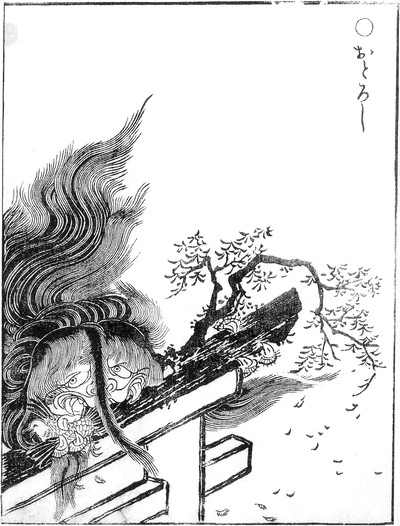
红妖怪
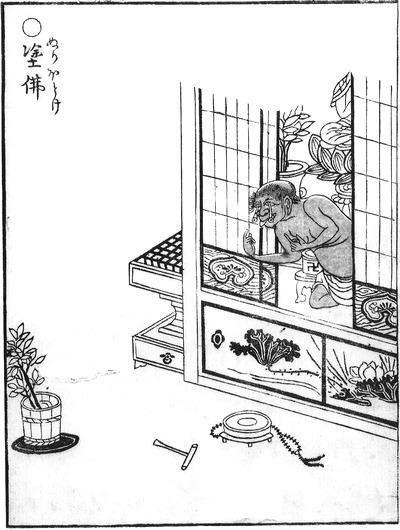
涂佛
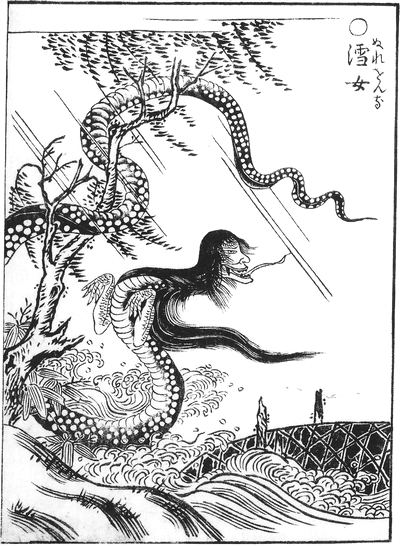
濡女
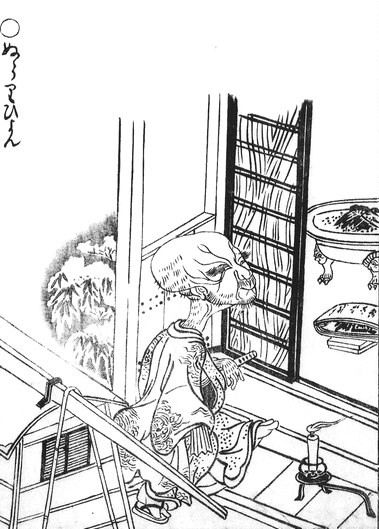
滑头鬼
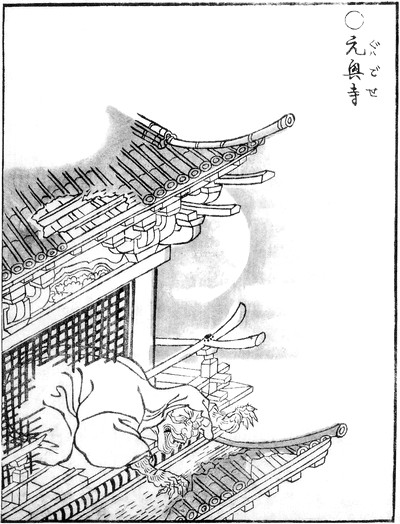
元兴寺
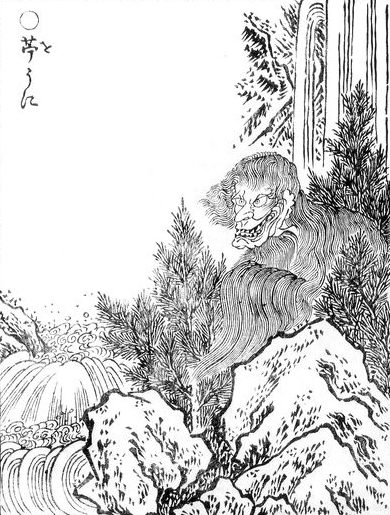
苧
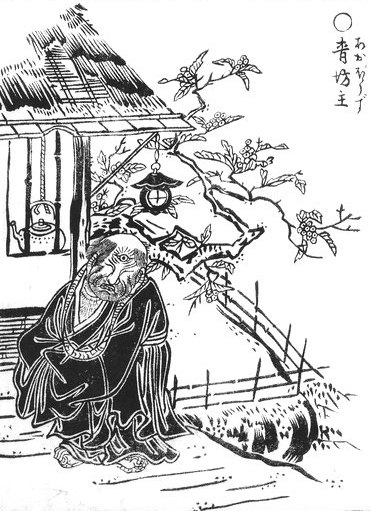
青坊主
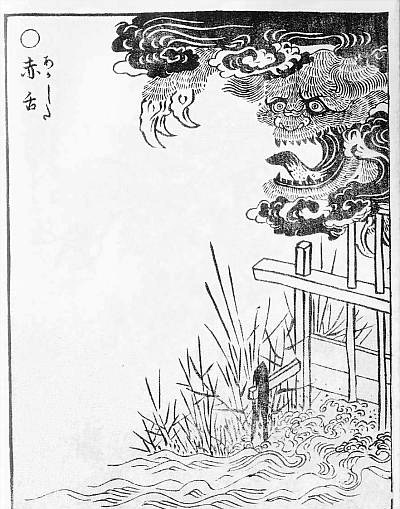
赤舌
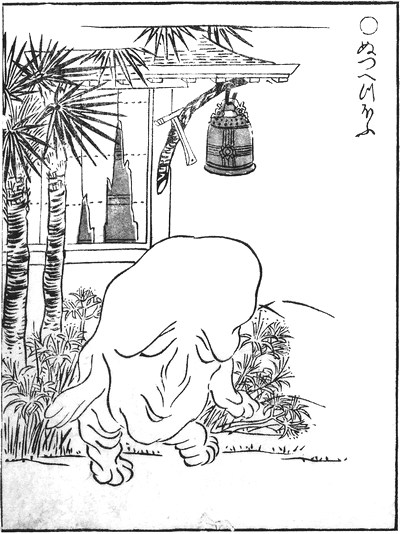
肉人
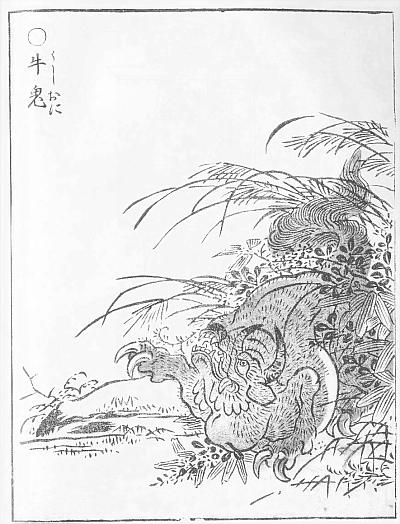
牛鬼
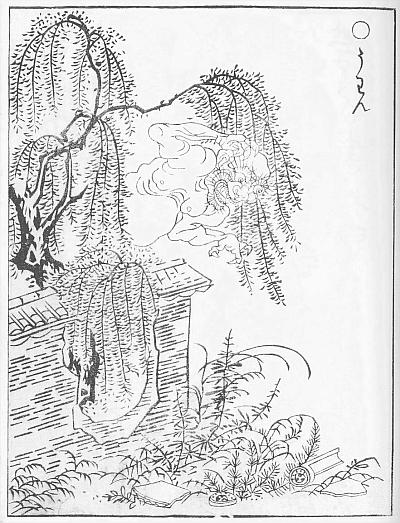
嗚汪